# 非協力運動
非協力運動は、インド国民会議（INC）が1919年3月21日のローラット法と1919年4月13日のアムリットサル事件の後でイギリスの改革に対する支持を止めたために、自治や完全独立を狙ってマハトマ・ガンディーにより1920年9月4日に開始された。
1919年3月のローラット法は、騒乱罪裁判で政治犯の権利を一時停止し、インドからは政治的覚醒と、イギリスからは「脅威」と見られた。法律は施行されることはなく丁度数年後に無効とされたが、法律は独立と同義語と見るサティヤーグラハ（真理）の考えを導き出したガンディーに刺激を与えた。この考えも虐殺も「独立しか受け入れられない犯罪行為」と公然と支持するジャワハルラール・ネルーにより翌月には正当化された。
非協力運動におけるガンディーの計画にイギリスの産業や教育機関などの「インドにおける行政や経済を維持する」活動からインド人の労働を止めるよう説得することがあった。インド産商品を買いイギリス商品をボイコットする紡績カーディーにより「自己依存」を推し進めることに加えて、ガンディーの非協力運動は、トルコのヒラーファト復活（ヒラーファト運動）と不可触賤民差別の終焉を呼び掛けた。公然と会合を行いストを行った結果、1921年12月6日にジャワハルラール・ネルーと父のモティラル・ネルーが初めて逮捕された。
イギリスの支配からのインド独立運動の一つであり、ネルーが自伝で述べるようにチャウリ・チャウラ事件が起きると1922年2月4日に「突然」終了した。続く独立運動は、塩の行進と「インドから立ち去れ」運動であった。
非暴力手段またはアヒンサーを通じて運動参加者は英国商品を買うことを拒否し、地元の手工芸品を使用し、酒店を監視することになった。アヒンサーと非暴力の考えや数十万の大衆にインド独立の動機付けするガンディーの能力は、初めて1920年の夏を通じてこの運動で大規模なものとなった。

## 非協力運動に繋がる要因
非協力運動はローラット法やアムリトサルのジャリアンワラ・バーグ虐殺のようなイギリス領インド帝国政府の非道な政策に対する反応であった。毎年のバイサキ祭に参加しに来ていた人がいた一方で、大衆はサイフッディーン・キチリューやサテャパル博士の逮捕に対するデモに参加するアムリトサルの黄金寺院近くのジャリアンワラ・バーグに集まっていた。市民はレジナルド・ダイアー准将が指揮する兵士に銃撃され、数千人のデモ隊が死傷した。虐殺で引き起こされた抗議は、数千の暴力行為とそれ以上が警察に殺される事態となった。虐殺はインドのイギリス支配における最も有名な事件となった。
ガンディーは非協力の唱道者であり恐れていた。英国政府に対する信頼を全てなくし、「悪魔の」政府と協同する「罪」となると宣言した。
ガンディーは自分の思想と特に政治的な武器として非協力と英国製品やサービスのボイコットを用いた最初のインド人として記憶されるサトグル・ラム・シンによる進行中の非協力運動からの刺激を受けた。
ハリファの状態を回復するヒラーファト運動に参加してきたインドのムスリムは、非協力運動を支援した。パンジャブ州でのジャリアンワラ・バーグ虐殺などの暴力事件への対応として、運動はインドにとっての独立スワラジの確保を求めた。ガンディーは自分の非協力運動が完全に行われることを前提に1年でスワラジを達成することを約束した。非協力運動を開始する別の理由にガンディーが立憲に対する信頼を失いインドの支配への協力者から非協力者に転じたことがあった。
別の原因に民族主義者がインドの富のイギリスへの流入を原因とするインドの庶民に対する経済的困窮やイギリスの工場製品を手工業品に置き換える過程におけるインドの職人の没落、強制的な新兵補充、イギリス陸軍の一部として戦う一方で第一次世界大戦で死ぬインド兵に対するイギリス政府への憤りがあった。
バール・ガンガーダル・ティラク（議会急進派）のような初期の政治指導者の呼び掛けは、主要な集会で行われた。政府業務の混乱や妨害を引き起こした。インドは参加者を厳罰に処し、バール・ガンガーダル・ティラクをビルマのマンダレーに収監し、V.O.チダンバラム・ピライは40年の刑を受けた。非協力運動は植民地の経済・権力構造と闘うことを目指し、イギリス当局は独立運動の要求に注意せざるを得なくなる。
ガンディーの呼び掛けは、ローラット法に対する全国規模の抵抗を呼び掛けるものであった。インド人はラージが設立した学校や警察、軍、その他の行政機関を辞めることを奨励され、弁護士はラージの法廷から離れることを求められた。公共交通機関やイギリス製商品特に布製品は、ボイコットされた。インド人は政府から与えられた栄誉や肩書きを返納し、教師や弁護士、軍民の業務のような様々な役職を辞任した。
バール・ガンガーダル・ティラクやビピン・チャンドラ・パール、ムハンマド・アリー・ジンナー、アニー・ベサントのような古参の闘士は、公然とこの考えに反対した。全インド・ムスリム連盟もこの考えを批判した。しかし若いインド人民族主義者は、感動し、ガンディーを支持した。国民会議派はこの計画を受け入れ、マウラナ・アザドやムフタル・アフメド・アンサリ、ハキーム・アジマル・ハーン、アッバース・テャブジ、マウラナ・ムハンマド・アリー・ジャウハル、マウラナ・シャウカット・アリーのようなムスリム指導者から広範な支援を受けた。
著名なヒンディー語作家で、詩人で、劇作家で、記者で、民族主義者のランブリクシュ・ベニプリは、インド独立運動で8年間収監されたが、次のように書いた。
1921年の非協力の時代を思い返すと、嵐の時代と言える。この時から私は覚醒し、様々な運動を目撃したが、どの運動も非協力運動が行った広がりほどにインド社会を根本からひっくり返さなかったと断言できる。質素な四阿から高級地へ、村から都市へ、あらゆるところで興奮と大きな反響があった。

## 影響と拡大
暴動の影響は、イギリス当局への全面的な衝撃であり、数百万のインド人民族主義者への膨大な促進であった。国内の連合が強化され、多くのインド人の学校や大学が作られた。インドの商品が奨励された。1922年2月4日に虐殺がウッタル・プラデーシュ州ゴーラクプルの小さな町チャウリ・チャウラで起きた。警察官が酒店を監視していた数人の有志を攻撃した。そこに集まっていた農民全員が警察署に行った。暴徒が警察署にいた警察官22名と交戦した。
マハトマ・ガンディーは暴動は非暴力路線を外れるものだと感じ、次第に非暴力運動の本質が失われることに失望した。間に立つ市民に犠牲を与えながら、前後で警察と暴徒が互いを攻撃し合いながら、運動が暴動の応酬に悪化することを望まなかった。ガンディーは全ての抵抗を終えるようインド大衆に呼び掛け、3週間の断食に入り、非協力運動を中止した。ガンディーはSTS（停戦派）の強硬な信者でもあった。苦闘の時代が過ぎれば力を取り戻し再び強力に立ち上がれる安息の時代が来ると信じた。この点は触れられていないが、ガンディーの率いる運動は全て1-2年後に撤退した。

## 非協力運動の終焉
非協力運動はチャウリ・チャウラ事件が起こると終焉した。一人で全国的な暴動を止めていたが、1922年3月10日にガンディーは逮捕された。1922年3月18日、扇動的な著作を出版したとして6年間収監された。これで運動は鎮圧され、続いて他の指導者が逮捕された。
殆どの議会指導者はガンディーの指導に堅固に従ったが、アリー兄弟（ムハンマド・アリーとシャウカット・アリー）などの一部の指導者は決別した。ガンディーの指導を拒否するモティラル・ネルーやチッタランジャン・ダスはスワラジ党を組織した。多くの民族主義者は、非協力運動は例外的な暴力事件で止めるべきではなかったと感じ、ガンディーへの信頼を保つ一方で、殆どの民族主義者は、がっかりした。
具体的な証明はないが、ガンディーはチャウリ・チャウラ事件の責任を負わされれば傷つけられる個人的なイメージを回復する目的で運動を取りやめたという議論があるが、歴史学者と運動に関わった同時代の指導者は、ガンディーの決定を歓迎した。ガンディーは明らかに核となるインド独立運動の急進派と運動を巡って暴力闘争を渋々受容することで非暴力の基本姿勢を曲げることはできなかった。その為に同様の運動（塩の行進）が1930年に導入された。主な違いは、法律を「平和的に」破る方針の導入であった。

## その後
非暴力運動へのガンディーの関与は、1930年から1934年にかけて非暴力に対する正確な支持のためにインドの理想を世界的に有名にした塩の行進で再び反旗を翻すと回復された。行進は成功裏に終了した。インド人の要求はかなえられ、議会はインドの代表として承認された。1935年インド政府法でもインドが初めて自治の経験ができた。

## 伝記
- Jawaharlal Nehru An Autobiography. Oxford University Press (1936)
- Tharoor, Shashi. Nehru: The Invention of India. Arcade Publishing (2003). New York. First edition. ISBN 9781559706971
- Jawaharlal Nehru and Nayantara Sahgal. Before freedom, 1909–1947 : Nehru's letters to his sister. Roli Books (2004). ISBN 8174363475 OCLC 85772500
- Wagner, Kim, Amritsar 1919: An Empire of Fear and the Making of a Massacre. Yale University Press (2019). ISBN 9780300200355
- Anand, Anita, The Patient Assassin: a true tale of massacre, revenge, and India's quest for independence, Simon & Schuster (2019), ISBN 978-1-5011-9570-9